# منسفیلد
latitudeمنسفیلدlongitudeمنسفیلد
منسفیلد (به انگلیسی: Mansfield) شهری در کشور انگلستان است که این کشور خود بخشی از بریتانیا محسوب می‌شود. این شهر در سال ۱۹۹۱ میلادی ۷۱٫۸۵۸ نفر جمعیت داشته و در سرشماری سال ۲۰۰۱ جمعیت آن به ۶۹٫۹۸۷ نفر رسیده‌است. میزان رشد سالانهٔ جمعیت منزفیلد ‎-۰٫۲ درصد می‌باشد و جمعیت این شهر در سال ۲۰۱۲ به ۶۸٫۴۷۲ نفر تغییر یافت.